# Jens Weißflog
Jens Weißflog (* 21. Juli 1964 in Steinheidel-Erlabrunn) ist ein ehemaliger deutscher Skispringer. Er zählt zu den fünf Athleten (neben ihm Espen Bredesen, Thomas Morgenstern, Matti Nykänen und Kamil Stoch), welche die wichtigsten vier Wettbewerbe im Skisprung-Sport (Olympia, Weltmeisterschaften, Gesamtweltcup und Vierschanzentournee) gewonnen haben. Weißflog ist der einzige Athlet, der sowohl im Parallel-Stil als auch im V-Stil eine Einzelmedaille bei Olympischen Spielen erringen konnte (siehe Skisprungtechnik).

## Werdegang

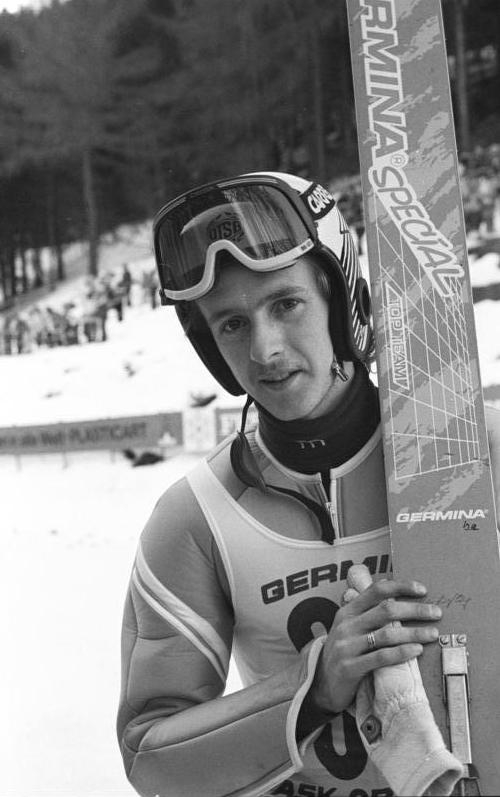
Weißflog bei den DDR-Skimeisterschaften 1989

Jens Weißflog wuchs in Pöhla auf und lebt seit dem Besuch der Kinder- und Jugendsportschule in Oberwiesenthal, wo er dem SC Traktor angehörte und von Dieter Blechschmidt trainiert wurde.
Als 19-Jähriger gewann der – wegen seiner schmächtigen Statur und seines geringen Körpergewichts oft „Floh vom Fichtelberg“ genannte – Skispringer erstmals die Vierschanzentournee zum Jahreswechsel 1983/1984. In dieser Saison wurde er Olympiasieger und zugleich Weltmeister auf der Normalschanze in Sarajevo sowie Sieger des Gesamtweltcups. Damit gewann Weißflog als erster Athlet die vier wichtigsten Wettbewerbe im Skispringen und ist bis heute auch derjenige, dem dies innerhalb des kürzesten Zeitraums gelungen ist. In diesem Zusammenhang profitierte er jedoch davon, dass die Olympischen Spiele bis 1984 zugleich als Weltmeisterschaften zählten.
In den folgenden Jahren dominierte Weißflog zusammen mit dem Finnen Matti Nykänen die Skisprung-Welt: 1985 und 1989 holte er WM-Gold und insgesamt neun weitere Podiumsplatzierungen, 1984, 1985, 1991 und 1996 gelangen ihm Gesamtsiege bei der Vierschanzentournee. 1991 erhielt er die Holmenkollen-Medaille.
Die Einzigartigkeit seines Erfolges liegt darin, dass Jens Weißflog sein Niveau über zwölf Jahre behaupten konnte. Weder der Systemwechsel von der DDR in die Bundesrepublik 1990 noch die Umstellung der Skisprungtechnik vom Parallel- auf den V-Stil um 1993 konnten ihn längerfristig zurückwerfen. 1994 gewann er bei den Olympischen Winterspielen in Lillehammer zwei Goldmedaillen auf der Großschanze und mit der Mannschaft. Weißflog errang damit als einziger Skispringer sowohl im Parallel- wie auch im V-Stil mindestens einen internationalen Titel. Mit dem Erfolg in Lillehammer gewann er auch als bisher einziger deutscher Springer eine olympische Goldmedaille von der Großschanze und war bis zu Andreas Wellinger im Jahr 2018 zugleich der einzige deutsche Athlet, der auf beiden Schanzentypen je eine Medaille bei Olympia erlangen konnte.
Im Jahre 1996 krönte er seine Karriere mit dem vierten Gesamtsieg bei der Vierschanzentournee (er war der Erste, dem das gelang), danach trat er vom Leistungssport zurück. Im Juni 1996 fand auf der Fichtelbergschanze in Oberwiesenthal eine Abschiedsgala von Jens Weißflog statt, bei der er noch einmal zu einem Mattenspringen antrat und sich als Zweitplatzierter mit einem Schanzenrekord über 102 Meter hinter Janne Ahonen verabschiedete.
Weißflog ist der erfolgreichste deutsche Skispringer, international errangen nur die Finnen Matti Nykänen und Janne Ahonen, die Polen Adam Małysz und Kamil Stoch sowie die Österreicher Gregor Schlierenzauer und Stefan Kraft mehr Weltcup-Siege. Weißflog gewann drei olympische Goldmedaillen. Des Weiteren ist er viermaliger Sieger der Vierschanzentournee, nur Janne Ahonen hat es auf fünf Siege gebracht. Neben Bjørn Wirkola hält Weißflog den Rekord für die meisten Einzelerfolge im Rahmen dieses Turniers (zehn) und ist zugleich Rekordsieger (vier) beim Tourneewettbewerb in Garmisch-Partenkirchen.
Nach seinen Olympiasiegen in Lillehammer wurde er am 27. Februar 1994 zum Ehrenbürger von Oberwiesenthal ernannt. Im Jahre 2003 wurde der am 30. November 2000 in der Volkssternwarte Drebach (Erzgebirge) entdeckte Planetoid 2000 WX158 nach Jens Weißflog benannt. Er trägt jetzt die offizielle Bezeichnung (22168) Weissflog und bewegt sich im Asteroidengürtel zwischen den Planeten Mars und Jupiter um die Sonne.

## Sportliche Erfolge

### Olympische Winterspiele
- 1984 in Sarajevo: 1 × Gold (Normalschanze), 1 × Silber (Großschanze)
- 1994 in Lillehammer: 2 × Gold (Großschanze, Großschanze Mannschaft)

### Weltmeisterschaften
- 2 × Gold (1985, 1989)
- 4 × Silber (1984, 1985, 1989, 1995)
- 5 × Bronze (1989, 1990, 2 × 1991, 1995)

### Deutsche Meisterschaften
- 5 × Gold (1991, 2 × 1993, 1994, 1995)
- 1 × Silber (1991)
- 5 × DDR-Meister[5]

### Weltcupsiege im Einzel
| Nr. | Datum             | Ort                     | Typ           |
| --- | ----------------- | ----------------------- | ------------- |
| 1.  | 6. Januar 1983    | Bischofshofen           | Großschanze   |
| 2.  | 1. Januar 1984    | Garmisch-Partenkirchen  | Großschanze   |
| 3.  | 4. Januar 1984    | Innsbruck               | Großschanze   |
| 4.  | 6. Januar 1984    | Bischofshofen           | Großschanze   |
| 5.  | 11. Januar 1984   | Cortina d’Ampezzo       | Normalschanze |
| 6.  | 15. Januar 1984   | Liberec                 | Großschanze   |
| 7.  | 12. Februar 1984  | Sarajevo (Olympia & WM) | Normalschanze |
| 8.  | 27. März 1984     | Planica                 | Flugschanze   |
| 9.  | 1. Januar 1985    | Garmisch-Partenkirchen  | Großschanze   |
| 10. | 17. Februar 1985  | Engelberg               | Großschanze   |
| 11. | 6. Dezember 1986  | Thunder Bay             | Normalschanze |
| 12. | 24. Januar 1988   | Engelberg               | Großschanze   |
| 13. | 22. Januar 1989   | Oberhof                 | Großschanze   |
| 14. | 5. März 1989      | Oslo                    | Großschanze   |
| 15. | 8. März 1989      | Örnsköldsvik            | Normalschanze |
| 16. | 27. März 1989     | Planica                 | Flugschanze   |
| 17. | 27. März 1989     | Planica                 | Großschanze   |
| 18. | 17. Dezember 1989 | Sapporo                 | Großschanze   |
| 19. | 1. Januar 1990    | Garmisch-Partenkirchen  | Großschanze   |
| 20. | 17. Januar 1990   | Zakopane                | Großschanze   |
| 21. | 30. Dezember 1990 | Oberstdorf              | Großschanze   |
| 22. | 1. Januar 1991    | Garmisch-Partenkirchen  | Großschanze   |
| 23. | 12. Dezember 1993 | Planica                 | Großschanze   |
| 24. | 14. Dezember 1993 | Predazzo                | Großschanze   |
| 25. | 30. Dezember 1993 | Oberstdorf              | Großschanze   |
| 26. | 22. Januar 1994   | Sapporo                 | Normalschanze |
| 27. | 23. Januar 1994   | Sapporo                 | Großschanze   |
| 28. | 5. März 1994      | Lahti                   | Großschanze   |
| 29. | 27. März 1994     | Thunder Bay             | Normalschanze |
| 30. | 29. Januar 1995   | Lahti                   | Großschanze   |
| 31. | 6. Januar 1996    | Bischofshofen           | Großschanze   |
| 32. | 20. Januar 1996   | Sapporo                 | Normalschanze |
| 33. | 17. Februar 1996  | Iron Mountain           | Großschanze   |

### Weltcupsiege im Team
| Nr. | Datum         | Ort         | Typ         |
| --- | ------------- | ----------- | ----------- |
| 1.  | 25. März 1994 | Thunder Bay | Großschanze |

### Weltcup-Platzierungen
| Saison  | Platz | Punkte |
| ------- | ----- | ------ |
| 1982/83 | 16.   | 80     |
| 1983/84 | 1.    | 230    |
| 1984/85 | 4.    | 151    |
| 1985/86 | 16.   | 77     |
| 1986/87 | 11.   | 103    |
| 1987/88 | 6.    | 111    |
| 1988/89 | 2.    | 192    |
| 1989/90 | 6.    | 200    |
| 1990/91 | 8.    | 141    |
| 1991/92 | 37.   | 16     |
| 1992/93 | 11.   | 61     |
| 1993/94 | 2.    | 1110   |
| 1994/95 | 6.    | 683    |
| 1995/96 | 4.    | 1028   |

### Schanzenrekorde
| Ort                      | Land               | Weite               | aufgestellt am    | Rekord bis        |
| ------------------------ | ------------------ | ------------------- | ----------------- | ----------------- |
| Bischofshofen            | Österreich         | 110,0 m (HS: 140 m) | 6. Januar 1983    | 6. Januar 1983    |
| Garmisch-Partenkirchen   | Deutschland        | 108,0 m (HS: 140 m) | 1. Januar 1984    | 1. Januar 1989    |
| Innsbruck                | Österreich         | 107,5 m (HS: 130 m) | 4. Januar 1984    | 4. Januar 1985    |
| Bischofshofen            | Österreich         | 114,0 m (HS: 140 m) | 6. Januar 1984    | 6. Januar 1987    |
| Engelberg                | Schweiz            | 121,0 m (HS: 137 m) | 17. Januar 1984   | 17. Februar 1984  |
| Oberwiesenthal           | Deutschland        | 96,0 m (HS: 106 m)  | 1984              | 1985              |
| Hinterzarten             | Deutschland        | 95,5 m (HS: 108 m)  | 1993              | 3. August 1994    |
| Engelberg                | Schweiz            | 124,0 m (HS: 137 m) | 17. Februar 1984  | 15. Januar 1994   |
| Oberstdorf               | Deutschland        | 124,5 m (HS: 137 m) | 30. Dezember 1993 | 29. Dezember 1996 |
| Garmisch-Partenkirchen   | Deutschland        | 110,0 m (HS: 140 m) | 1. Januar 1994    | 1. Januar 1994    |
| Sapporo                  | Japan              | 125,0 m (HS: 137 m) | 23. Januar 1994   | 19. Januar 1997   |
| Lillehammer              | Norwegen           | 135,5 m (HS: 138 m) | 23. Februar 1994  | 28. November 1998 |
| Oberwiesenthal           | Deutschland        | 97,5 m (HS: 106 m)  | 1995              | 1996              |
| Bad Mitterndorf/Tauplitz | Österreich         | 201,0 m (HS: 225 m) | 11. Februar 1996  | 8. Februar 1997   |
| Iron Mountain            | Vereinigte Staaten | 131,5 m (HS: 130 m) | 18. Februar 1996  | 18. Februar 1996  |
| Oberwiesenthal           | Deutschland        | 102,0 m (HS: 106 m) | 1996              | 2003              |

## Privatleben und politische Tätigkeit
Zur Volkskammerwahl 1986 wurde Weißflog von der FDJ als Nachfolgekandidat der Volkskammer der DDR nominiert.
Bei der Stadtratswahl am 7. Juni 2009 erlangte Weißflog für die Oberwiesenthaler CDU ein Mandat und engagiert sich seitdem in der Kommunalpolitik.
Nach der Wende war Weißflog einige Jahre lang als Werbebotschafter für die Krankenkasse AOK tätig.
Weißflog eröffnete im Jahr seines Abschieds aus dem Leistungssport ein Hotel in seiner Heimatstadt Oberwiesenthal und war bis 2011 als Skisprung-Experte beim ZDF tätig.
Er war in erster Ehe 17 Jahre verheiratet und hat aus dieser Ehe, neben seiner Tochter aus einer früheren Beziehung, zwei Söhne. Im Juli 2005 trennte sich das Paar einvernehmlich. Im Oktober 2010 wurden Weißflog und seine Lebensgefährtin Doreen Eltern einer Tochter, Greta. Am 10. August 2019 heiratete er nach fast 13 Jahren seine Lebensgefährtin. Tochter Greta ist mittlerweile selbst erfolgreiche Nachwuchs-Skispringerin.
Er trat 2021 in der ARD-Fernsehshow Klein gegen Groß und am 13. Februar 2025 in der ARD-Quizsendung Wer weiß denn sowas? auf.

## Auszeichnungen
- Vaterländischer Verdienstorden in Gold der DDR, 1984 und 1986
- Sportler des Jahres der DDR 1985
- Holmenkollen-Medaille 1991
- Silbernes Lorbeerblatt 1994
- Bundesverdienstkreuz am Bande 1996
- Georg von Opel-Preis 2000
- Askania Award (Askania Sport Award) 2019
- Goldene Henne 1996
- Skikönig der nordischen Sportjournalisten des Forum Nordicum
- "Sportler des Jahrhunderts" Skiverband Sachsen

## Dokumentation
- Legenden – Ein Abend für Jens Weißflog, MDR Dok, MDR Fernsehen, 2019